# Isidoro Tarrés
 (septembre 2014).
Si vous disposez d'ouvrages ou d'articles de référence ou si vous connaissez des sites web de qualité traitant du thème abordé ici, merci de compléter l'article en donnant les références utiles à sa vérifiabilité et en les liant à la section « Notes et références ».
Pour les articles homonymes, voir Tarrés (homonymie).
Isidoro Tarrés Caubet, né le 10 octobre 1956 à Oliana (Catalogne, Espagne), est un footballeur espagnol.

## Biographie
Isidoro Tarrés débute avec l'UE Lleida en 1974. Il joue avec Burgos CF la saison 1977-1978. En 1978, il est recruté par le FC Barcelone avec qui il gagne la Coupe des vainqueurs de coupe en 1979.
En 1979, il joue avec l'AD Almería. Entre 1981 et 1983, il joue avec le FC Barcelone B.
Il joue ensuite avec le Real Murcie et l'UE Lleida où il met un terme à sa carrière de joueur en 1988.

## Palmarès
- Vainqueur de la Coupe d'Europe des vainqueurs de coupe en 1979 avec le FC Barcelone